# Верхняя Гусынка
Верхняя Гусынка — хутор в Прохоровском районе Белгородской области. Входит в состав Журавского сельского поселения.

## История
Упоминания о хуторе Гусынка, расположенном недалеко от слободы Журавка, есть в материалах 1790-х годов. Однако, в этих летописях присутствует только единичный хутор Гусынка, поэтому можно предположить, что разделение произошло в более поздние года. Скорее всего 20-е года  XX века.
Свое название хутор получил от протекающей поблизости одноименной речушки. 
С приходом Советской власти и времен коллективизации в хуторе Верхняя ГУсынка образовался колхоз имени Фрунзе. В 1950 году колхозы Думнянского сельского Совета объединились с колхозами им. Ильича и им. Фрунзе Журавского Сельского Совета в один колхоз, который стал называться им. Ильича Журавского сельского Совета Прохоровского района Курской области. Чуть позднее было еще одно слияние колхозов и объединение более мелких в колхоз им. Ворошилова.

## География
Находится в северной части Белгородской области, в лесостепной зоне, в пределах юго-западного склона Среднерусской возвышенности, на берегах реки Журавки, при автодороге 14Н-553, на расстоянии примерно 8 километров (по прямой) к северо-востоку от Прохоровки, административного центра района. Абсолютная высота — 208 метров над уровнем моря.

### Климат
Климат характеризуется как умеренно континентальный, с относительно мягкой зимой и тёплым продолжительным летом. Среднегодовая температура воздуха — 5,4 °C. Средняя температура воздуха самого холодного месяца (января) — −9,2 °C; самого тёплого месяца (июля) — 16,4 — 24,3 °C. Безморозный период длится в среднем 155—160 дней. Годовое количество атмосферных осадков — 527—595 мм, из которых большая часть выпадает в тёплый период.

### Часовой пояс
Хутор Верхняя Гусынка как и вся Белгородская область, находится в часовой зоне МСК (московское время). Смещение применяемого времени относительно UTC составляет +3:00.

## Население
| 2002 | 2010 |
| ---- | ---- |
| 147  | ↗154 |

### Половой состав
По данным Всероссийской переписи населения 2010 года в гендерной структуре населения мужчины составляли 45,5 %, женщины — соответственно 54,5 %.

### Национальный состав
Согласно результатам переписи 2002 года, в национальной структуре населения русские составляли 81 %.